# Kisêdjê
Die Kisêdjê (oder Kisidjê, auch Suyá oder Suia) sind ein indigener Indianer-Stamm, der in der zentralbrasilianischen Region Alto Xingu im brasilianischen Teil des Amazonasbeckens lebt, im Parque Indígena do Xingu im Mato Grosso.
Die Sprache der Kisêdjê gehört zu den Ge-Sprachen.

## Film
- Os Kisêdjê contam a sua história (Kîsêdjê ro sujareni). Regie: Kamikia P.T. Kisedje, Whinti Suyá. Brasilien 2011[1]